# ماريز كوندي
ماريز كوندي (بالفرنسية: Maryse Condé)‏ (11 فبراير 1937 - 2 أبريل 2024) روائيه ومؤلفة غوادلوبية متخصصة في مجال الخيال التاريخي، تكتب بالفرنسية، ومن أشهر روايتها سيغو (1984-1985). وبالإضافة إلى ذلك، فهي باحثة في الأدب الفرنكوفوني وأستاذة فخرية في الفرنسية في جامعة كولومبيا.

## روابط خارجية
- ماريز كوندي على موقع IMDb (الإنجليزية)
- ماريز كوندي على موقع الموسوعة البريطانية (الإنجليزية)
- ماريز كوندي على موقع مونزينجر (الألمانية)
- ماريز كوندي على موقع ديسكوغز (الإنجليزية)